# Skalky
Die Skalky (deutsch Xavernruh, auch Gemeindeberg) sind mit 735 m. n.m. die höchste Erhebung der Drahanská vrchovina und Brněnská vrchovina in Tschechien.

## Geographie
Die bewaldete Kuppe befindet sich anderthalb Kilometer südöstlich von Benešov im Drahaner Bergland. Sie gehört zum Kataster von Buková im Okres Prostějov. Südöstlich schließt sich der Nebengipfel Skály (723 m) an. Am Nordwesthang des Skalky entspringt die Žďárná bzw. Suchý potok und am Südhang die Luha, die sich später zur Punkva vereinigen. Am westlichen Hang liegt die Quelle der Zábrana, am nördlichen Fuße entspringt in den Pavlovské mokřady die Bělá. Das am Nordosthang gelegene Quellgebiet des Hamerský potok ist seit 1990 als Naturdenkmal Prameniště Hamerského potoka geschützt. Westlich befindet sich an der Zábrana das Naturdenkmal Pod Liščím kupem.
Am nördlichen Fuße des Skalky liegt die mittelalterliche Wüstung Benýška, am Fuße des Skály die Wüstung Bouchenec.
Umliegende Orte sind Pavlov im Norden, Buková im Nordosten, Protivanov im Südosten, Skelná Huť im Süden, Suchý im Südwesten und Benešov im Nordwesten.

## Geschichte

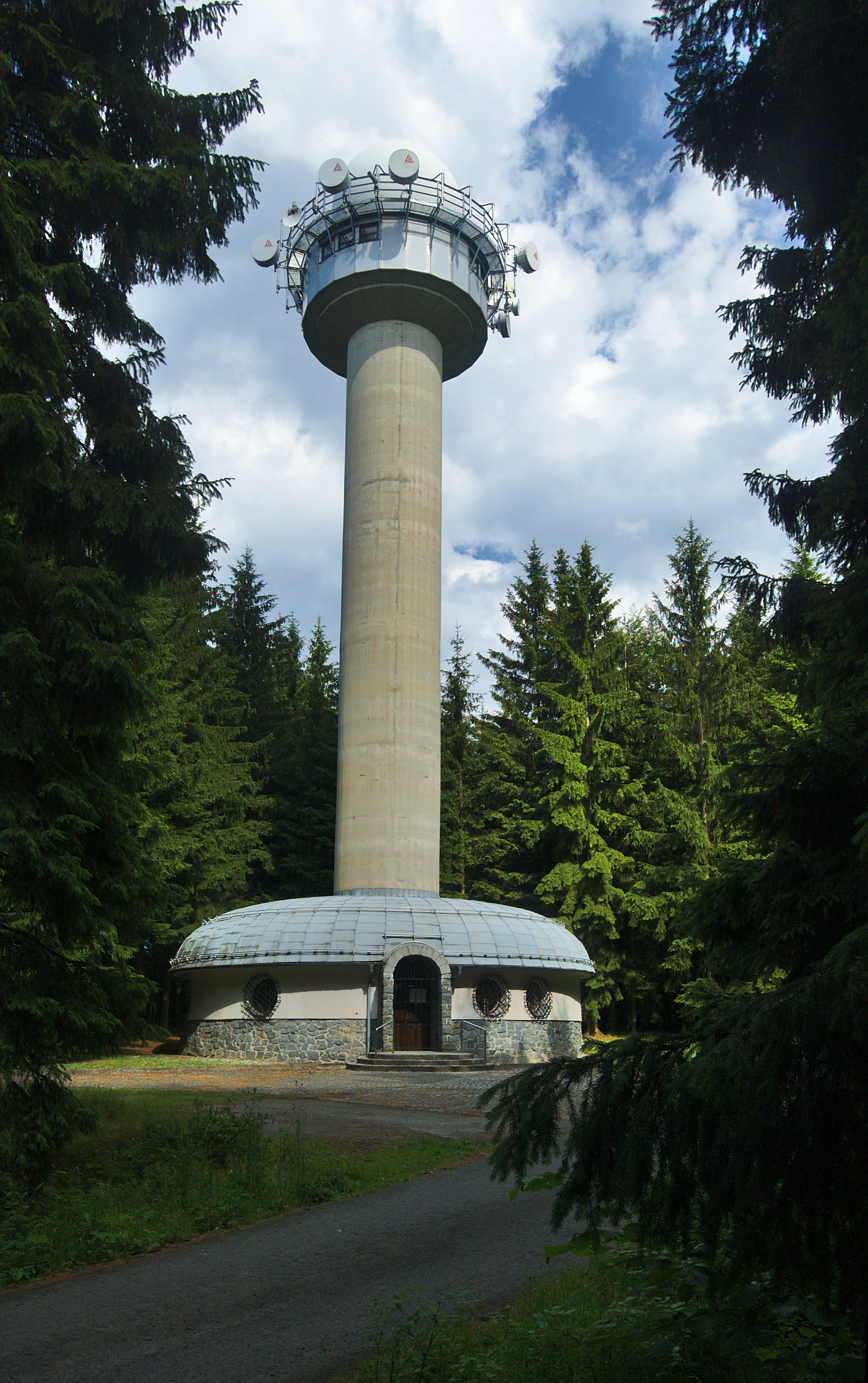
Wetterradar Skalky

Wegen seiner exponierten Lage war der an der Grenze der Bezirke Blansko und Prostějov gelegene Skalky seit dem Ende der 1960er Jahre als Standort einer Wetterradarstation vorgesehen. Errichtet wurde während der kommunistischen Zeiten 1971 nur die Station Prag-Libuš als einzige in der Tschechoslowakei. Mit der Digitalisierung des tschechoslowakischen Wetterradarsystems wurden 1992 auch die alten Pläne zur Errichtung weiterer 16 manuell bedienter Stationen wieder aufgegriffen. Bis 1993 entstand daraus ein neues Konzept, das auf der Grundlage des technischen Fortschritts nunmehr auf ferngesteuerten automatischen Stationen basierte. Der Beschluss zum Bau eines 35 hohen Wetterradarturmes hundert Meter westlich des Gipfels des Skalky auf 730 m n.m. fiel im Mai 1993 und wurde bis 1995 nach Plänen von Stavospol s.r.o. Brno realisiert. Nach einem Probebetrieb wurde die Station am 11. April 1996 in Betrieb genommen.
Am 14. Oktober 1988 stürzte eine MiG-21U aus 2500 m Höhe in den Wald östlich der Skalky und schlug eine 400 m lange Schneise; dabei starben die beiden Besatzungsmitglieder.